# 丹地站
鄧迪站（英語：Dundee railway station）是位於英國蘇格蘭東海岸城市鄧迪的一座火車站。鄧迪火車站位於東海岸主線東北部的未電氣化的部分。1878年6月1日启用，启用时称“丹地泰桥站”（英文原名：Dundee Tay Bridge railway station），1965年改为现名。2014年1月時，鄧迪火車站的舊建築已經被拆除，新的火車站大樓是鄧迪水濱計劃的一部分。

## 歷史

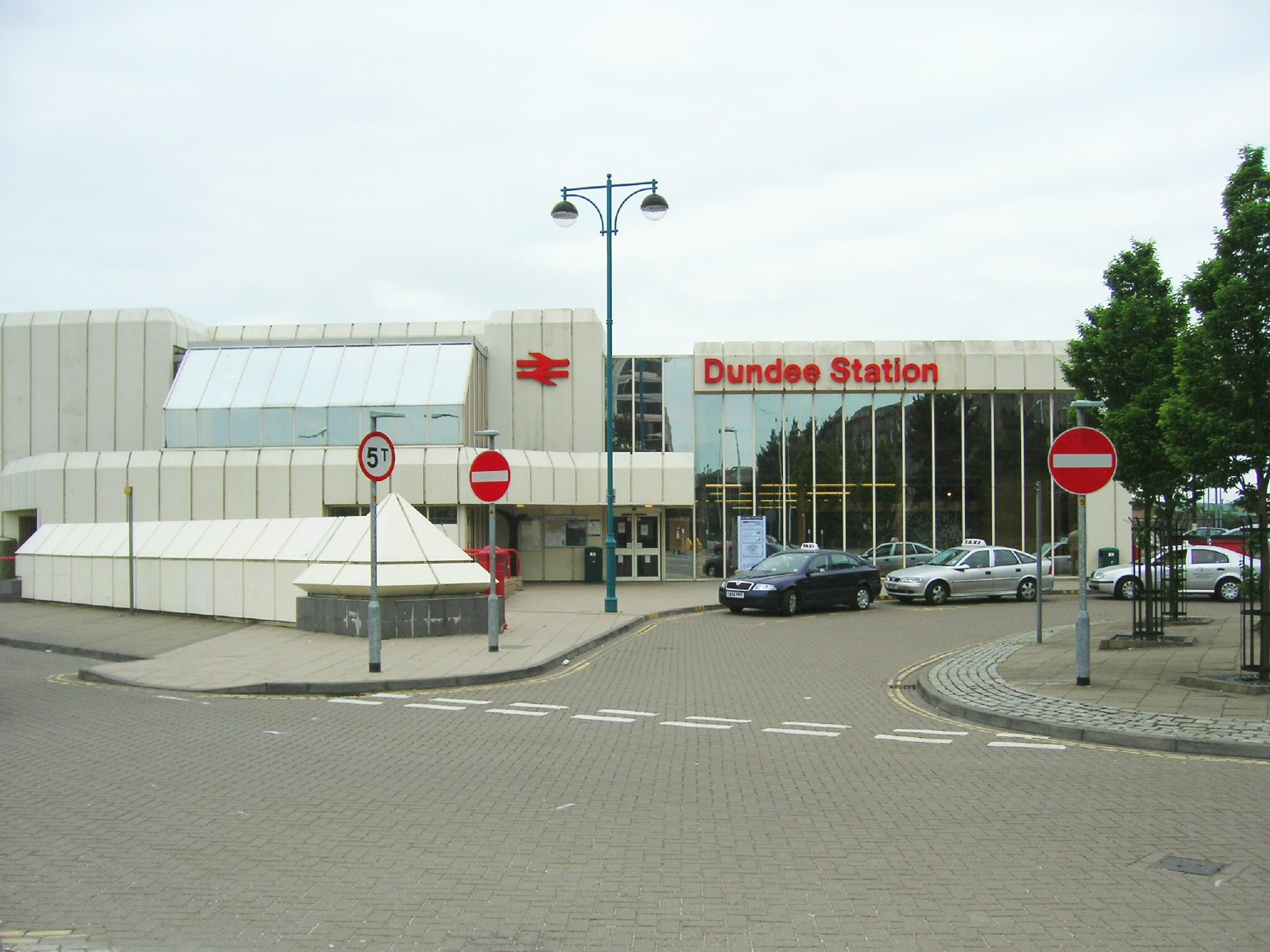
已拆除的舊車站大樓

丹地站前身為丹地泰桥站，由北不列顛鐵路在1878年建造，為泰鐵路橋計劃的一部份。丹地泰桥站為丹地三個主要車站之一，另外兩個是丹地西站和丹地東站。
2018年，耗資£3,800萬的新車站大樓完工，是丹地水濱計劃的一部分。車站設計者由市內的尼科尔·罗素工作坊（Nicoll Russell Studios）聯合雅各布工程集團負責，而建造工程由保富集團負責。新車站在2015年底正式動工，拆除了舊的車站大樓。新車站為一座高五層的彎型大廈，車站大堂和入口則在地面和地底，車站上蓋是一座酒店。2018年7月9日，新車站大樓與上蓋的Sleeperz酒店正式啟用。

## 月台設計
車站基本上採用島式月台設計為基礎，兩個外則月台採用島式月台設計，另外兩個西面月台則採用港灣式月台設計：
- 1號台由西行列車停靠。
- 2號和3號月台為終點站列車停靠，停靠這裡的列車是來自和出發往愛丁堡和格拉斯格的列表。
- 4號台由東行列車停靠。

## 服務
丹地站有直達倫敦國王十字車站和尤斯頓車站的列車服務，此外英國縱貫鐵路亦有開往普利茅斯站的列車服務。蘇格蘭鐵路提供頻密往返其它蘇格蘭城市列車服務，包括格拉斯哥皇后街站、愛丁堡威瓦利站和阿伯丁站的列車。